# Gouania laxiflora
Gouania laxiflora är en brakvedsväxtart som beskrevs av Louis René Tulasne. Gouania laxiflora ingår i släktet Gouania och familjen brakvedsväxter. Inga underarter finns listade i Catalogue of Life.